# 산적화물

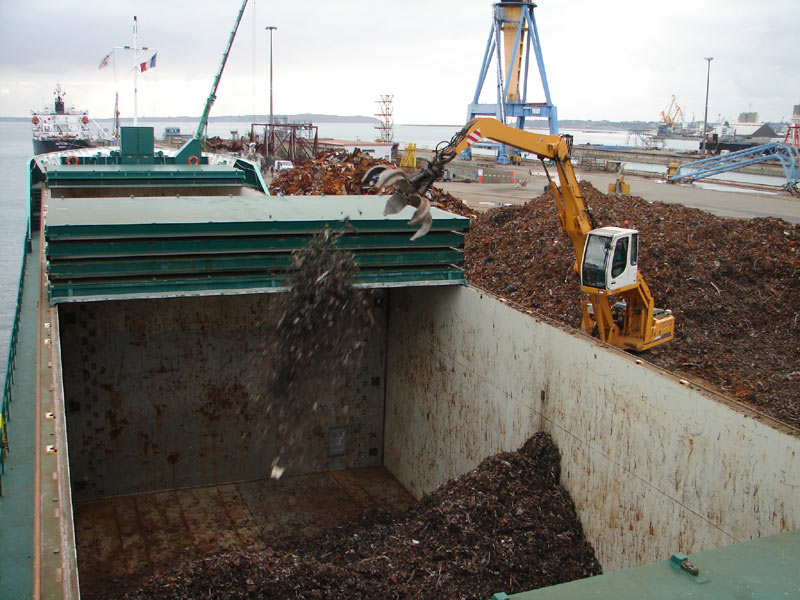
고철을 산적하는 모습.

산적화물(散積貨物, bulk cargo)이란 포장하지 않은 채 대량으로 수송되는 상품화물이다. 보통 액체, 가루, 입자 등의 형태로 되어 있으며, 석유, 원유, 곡물, 석탄, 자갈 등이 이에 해당한다.

## 같이 보기
- HS코드
- 해운
- 조차 (철도)
- 탱크트럭